# Festival Pan-Africana de Cinema e Televisão de Uagadugu

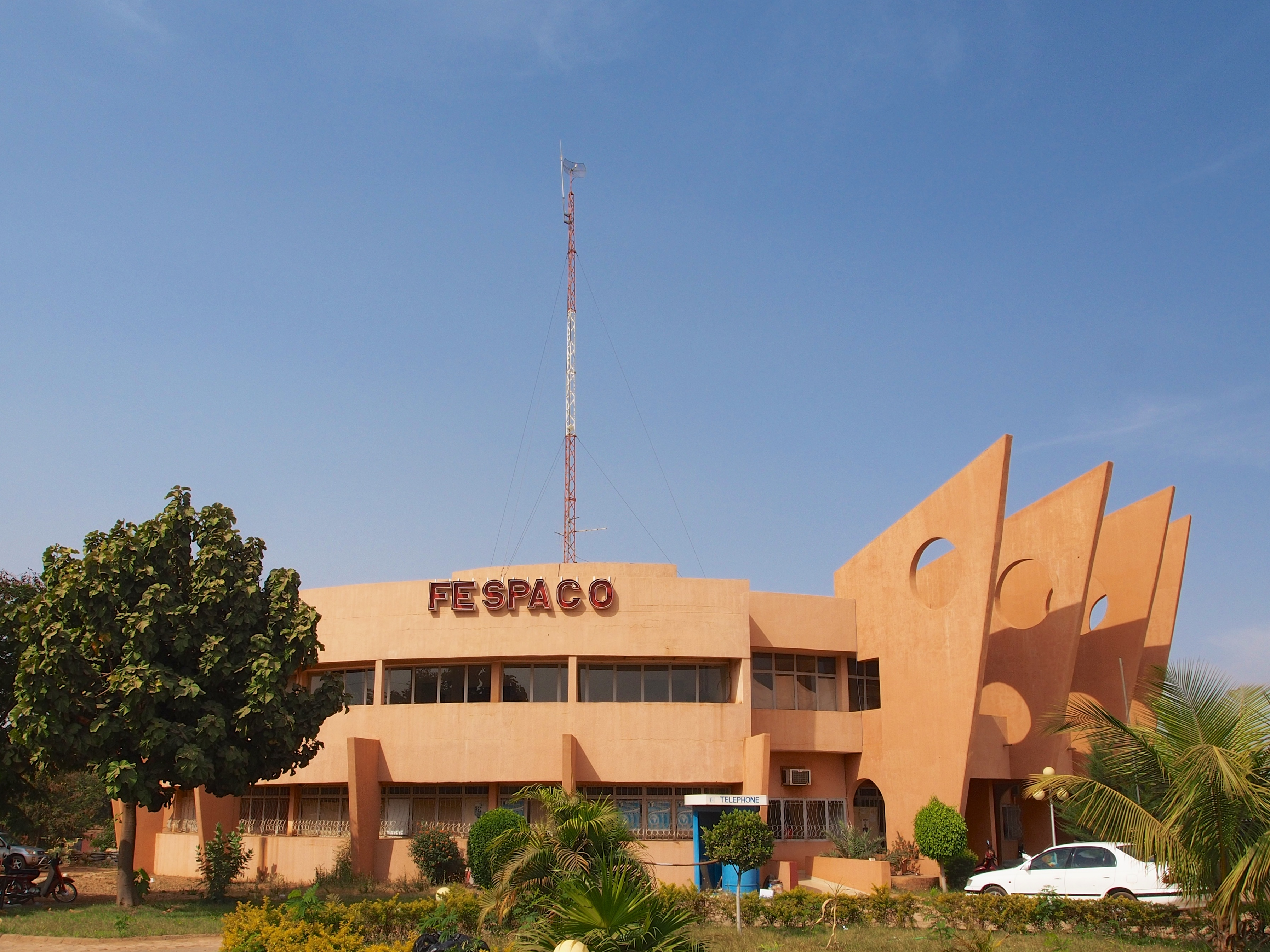
Sede do FESPACO

O Festival Pan-Africana de Cinema e Televisão de Uagadugu (em francês:  Festival panafricain du cinéma et de la télévision de Ouagadougou - FESPACO) é o maior festival de cinema da África[carece de fontes?] e é realizada a cada dois anos, em Uagadugu, Burquina Fasso, onde a organização está sediada. O festival de cinema teve lugar pela primeira vez em 1969, na altura como o Festival Premier de Cinéma Africain de Uagadugu e não como Semaine du cinéma africain, como é frequentemente reivindicado. Isto está claro pelo que escreve o então membro fundador do FESPACO em seu livro, como evidência no livro existe também o cartaz do então festival. O Festival aceita para a competição apenas filmes de cineastas africanos e principalmente produzidos na África. o FESPACO acontece em março, duas semanas após o último sábado de fevereiro. A sua noite de abertura é realizada no Stade du 4 Août, o estádio nacional.
O festival oferece a profissionais de cinema africanos a oportunidade de estabelecer relações de trabalho, trocar ideias e promover o seu trabalho. O objetivo declarado do FESPACO é "contribuir para a expansão e desenvolvimento do cinema africano como meio de expressão, educação e sensibilização". Ele também tem trabalhado para estabelecer um mercado para filmes africanos e profissionais da indústria. Desde a fundação da FESPACO, o festival tem atraído participantes de todo o continente e de outras regiões.

## Vencedores
- 1972: Le Wazzou polygame von Oumarou Ganda (Níger)
- 1973: Les Mille et Une Nuits von Souheil Ben Barka (Marrocos)
- 1976: Muna Moto von Dikongue Pipa (Camarões)
- 1979: Baara von Souleymane Cissé (Mali)
- 1981: Djeli von Fadika Kramo-Lanciné (Costa do Marfim)
- 1983: Finyè von Souleymane Cissé (Mali)
- 1985: Histoire d’une rencontre von Brahim Tsaki (Argélia)
- 1987: Der Kampf der schwarzen Königin (Sarraounia) von Med Hondo (Mauritânia)
- 1989: Heritage… Africa von Kwah Ansah (Gana)
- 1991: Tilaï von Idrissa Ouédraogo (Burquina Fasso)
- 1993: Au nom du Christ von Gnoan Roger M’Bala (Costa do Marfim)
- 1995: Guimba von Cheick Oumar Sissoko (Mali)
- 1997: Buud Yam von Gaston Kaboré (Burquina Fasso)
- 1999: Pièces d'identités von Mwezé Ngangura (República Democrática do Congo)
- 2001: Ali Zaoua, Prinz der Straße (Ali Zaoua, prince de la rue) von Nabil Ayouch (Marrocos)
- 2003: Heremakono von Abderrahmane Sissako (Mauritânia)
- 2005: Drum – Wahrheit um jeden Preis (Drum) von Zola Maseko (África do Sul)
- 2007: Ezra von Newton Aduaka (Nigéria)
- 2009: Morgentau (Teza) von Haile Gerima (Etiópia)
- 2011: Pégase von Mohamed Mouftaki (Marrocos)
- 2013: Tey von Alain Gomis (Senegal)
- 2015: Fièvres von Hicham Ayouch (Marrocos)
- 2017: Félicité von Alain Gomis (Senegal)